# 川西進
川西 進（かわにし すすむ、1931年10月24日 - ）は、日本の英文学者、東京大学名誉教授。

## 略歴
神奈川県逗子市生まれ。父は川西實三、姉に川西薫（女子学院理事）、兄に川西剛（東芝副社長）。
第一高等学校から1954年東京大学教養学部教養学科イギリス科を卒業。
1962年同大学院英文科博士課程中退。
1956年から1959年アマースト大学に学び卒業。
矢内原忠雄にキリスト教を学んだ。1966年東大教養学部助教授。1981年教授、1992年定年退官、名誉教授、フェリス女学院大学教授。
2002年退職。

## 共編著
- 『イギリスの全体像を求めて』（山内久明共編著、放送大学教育振興会、イギリスの言語文化2） 1991
- 『詩人の王スペンサー』（福田昇八共編、九州大学出版会） 1997
- 『主に負われて百年 川西田鶴子文集』（川西田鶴子、川西薫, 川西剛共編、新教出版社） 2003

## 翻訳
- 『奇跡へのあゆみ ヘレン・ケラー自伝』（ヘレン・ケラー、富士書店） 1965
- 『ヘンリー・ジェイムズ短編選集（令嬢バーベリーナ）』（ヘンリー・ジェイムズ、音羽書房） 1968
- 『アメリカ人の日本論　アメリカ古典文庫22』（佐伯彰一解説、瀧田佳子共訳、研究社出版） 1975
- 『芸術の森のなかで ケネス・クラーク自伝』（ケネス・クラーク、平凡社） 1978
- 『芸術を生みだすもの 歴史における原因について - マネ、グロピウス、モンドリアン』（ピーター・ゲイ、岡田岑雄共訳、ミネルヴァ書房） 1980
- 『ヘレン・ケラー自伝 私の青春時代』（ヘレン・ケラー、ぶどう社） 1982
- 『ヘンリー・ジェイムズ作品集2』（ヘンリー・ジェイムズ、国書刊行会） 1984 - 「メイジーの知ったこと」を担当
- 『ニュー アトランティス』（フランシス・ベーコン、岩波文庫） 2003
- 『父と子 二つの気質の考察』（エドマンド・ゴス、ミネルヴァ書房） 2008
- 『船出』上・下（ヴァージニア・ウルフ、岩波文庫） 2017